# Championnat de Sierra Leone de football 2011-2012
Navigation
Édition précédente Édition suivante
La saison 2011-2012 du Championnat de Sierra Leone de football est la trente-troisième édition de la Premier League, le championnat national de première division en Sierra Leone. Les quatorze équipes se rencontrent deux fois au cours de la saison, en matchs aller-retour. À la fin du championnat, les deux derniers du classement sont relégués et remplacés par les deux meilleures formations du championnat de deuxième division.
C'est la formation de Diamond Stars qui est sacrée cette saison, après avoir fini en tête du classement avec trois points d'avance sur le Kallon Football Club et neuf sur un duo composé de East End Lions FC et du FC Johansen. Il s'agit du tout premier titre de champion de Sierra Leone de l'histoire du club.

## Participants
- Bo Rangers FC
- East End Lions FC
- Mighty Blackpool FC
- Kallon Football Club
- Kamboi Eagles FC
- Gem Stars FC - Promu de D2
- Ports Authority FC
- Central Parade FC
- Diamond Stars
- Freetown City FC
- FC Johansen - Promu de D2
- Old Edwardians FC
- Kissy All Stars FC
- Wusum Stars FC

## Compétition
Le classement est établi sur le barème de points suivant : victoire à 3 points, match nul à 1, défaite à 0.
| Rang | Équipe               | Pts | J  | G  | N  | P  | Bp | Bc | Diff |
| ---- | -------------------- | --- | -- | -- | -- | -- | -- | -- | ---- |
| 1    | Diamond Stars        | 50  | 26 | 16 | 2  | 8  | 33 | 18 | +15  |
| 2    | Kallon Football Club | 47  | 26 | 13 | 8  | 5  | 27 | 16 | +11  |
| 3    | East End Lions FC    | 41  | 26 | 10 | 11 | 5  | 28 | 17 | +11  |
| 4    | FC JohansenP         | 41  | 26 | 10 | 11 | 5  | 22 | 17 | +5   |
| 5    | Kamboi Eagles        | 40  | 26 | 10 | 10 | 6  | 22 | 15 | +7   |
| 6    | Mighty Blackpool FC  | 36  | 26 | 8  | 12 | 6  | 21 | 18 | +3   |
| 7    | Old Edwardians FC    | 36  | 26 | 11 | 3  | 12 | 21 | 25 | -4   |
| 8    | Ports Authority FCT  | 35  | 26 | 8  | 11 | 7  | 20 | 22 | -2   |
| 9    | Bo Rangers FC        | 34  | 26 | 8  | 10 | 8  | 18 | 22 | -4   |
| 10   | Central Parade       | 32  | 26 | 8  | 8  | 10 | 20 | 22 | -2   |
| 11   | Gem Stars FCP        | 29  | 26 | 7  | 8  | 11 | 19 | 21 | -2   |
| 12   | Freetown City FC     | 26  | 26 | 7  | 5  | 14 | 19 | 26 | -7   |
| 13   | Kissy All Stars FC   | 22  | 26 | 6  | 4  | 16 | 17 | 35 | -18  |
| 14   | Wusum Stars FC       | 19  | 26 | 2  | 13 | 11 | 14 | 27 | -13  |

|  | Qualification pour la Ligue des champions de la CAF 2013 |
|  | Qualification pour la Coupe de la confédération 2013     |
|  | Relégation en deuxième division                          |
|  | T : Tenant du titre P : Promu de deuxième division       |

## Bilan de la saison
| Championnat de Sierra Leone de football 2011-2012 |                           |
| Champion                                          | Diamond Stars (1er titre) |
| Coupes et trophées                                |                           |
| Vainqueur de la Coupe de Sierra Leone 2011-2012   | Non disputée              |
| Qualifications continentales                      |                           |
| Ligue des champions de la CAF 2013                | Diamond Stars             |
| Coupe de la confédération 2013                    | FC Johansen               |
| Promotions et relégations                         |                           |
| Promus en Première division                       | RSLAF                     |
| Promus en Première division                       | Anti Drugs Strikers FC    |
| Relégués en Deuxième division                     | Kissy All Stars FC        |
| Relégués en Deuxième division                     | Wusum Stars FC            |